# Berglauf-Weltmeisterschaften 2005
Die 21. Berglauf-Weltmeisterschaften fanden am 25. September 2005 in der neuseeländischen Region Wellington statt.

## Teilnehmer
Sportler aus folgenden 27 Ländern nahmen an den Weltmeisterschaften teil:
- Australien
- Deutschland
- England
- Frankreich
- Irland
- Israel
- Italien
- Kanada
- Litauen
- Mexiko
- Neuseeland
- Niederlande
- Nordirland
- Norwegen1
- Österreich
- Polen
- Russland
- Schottland
- Schweiz
- Serbien und Montenegro1
- Slowakei
- Slowenien
- Tschechien
- Türkei
- Ukraine
- Vereinigte Staaten
- Wales

1 = Aus diesen Ländern nahm jeweils ein Läufer teil, der aber nicht das Ziel erreichte.

## Senior
Alle Sportler, die am 31. Dezember 2005 mindestens 18 Jahre alt waren, waren zur Teilnahme an den Senior-Wettkämpfen berechtigt.

### Männer

#### Einzelwertung
| Platz | Land       | Sportler       | Zeit      |
| ----- | ---------- | -------------- | --------- |
| 1     | Neuseeland | Jonathan Wyatt | 53:23 min |
| 2     | Italien    | Gabriele Abate | 55:35 min |
| 3     | Italien    | Davide Chicco  | 55:41 min |

Länge der Strecke: 13,5 km

An- und Abstieg der Strecke: 930 m

Teilnehmerzahl: 111 Läufer

#### Gruppenwertung
| Platz | Land       | Relevante Sportler                                                                 | Punkte |
| ----- | ---------- | ---------------------------------------------------------------------------------- | ------ |
| 1     | Italien    | 2. Gabriele Abate 3. Davide Chicco 4. Marco Gaiardo 8. Emanuele Manzi              | 17     |
| 2     | Neuseeland | 1. Jonathan Wyatt 6. Dale Warrander 31. Benjamin Revell 37. Michael Wakelin        | 75     |
| 3     | Frankreich | 12. Julien Rancon 15. Jean-Christophe Dupont 20. Thierry Breuil 54. Arnaud Fourdin | 101    |

Länge der Strecke: 13,5 km

An- und Abstieg der Strecke: 930 m

Teilnehmerzahl: 17 Gruppen

### Frauen

#### Einzelwertung
| Platz | Land       | Sportlerin      | Zeit      |
| ----- | ---------- | --------------- | --------- |
| 1     | Neuseeland | Kate McIlroy    | 39:40 min |
| 2     | Schottland | Tracey Brindley | 41:42 min |
| 3     | Tschechien | Anna Pichrtová  | 41:59 min |

Länge der Strecke: 9,1 km

An- und Abstieg der Strecke: 620 m

Teilnehmerzahl: 65 Läuferinnen

#### Gruppenwertung
| Platz | Land       | Relevante Sportlerinnen                                                | Punkte |
| ----- | ---------- | ---------------------------------------------------------------------- | ------ |
| 1     | Italien    | 6. Vittoria Salvini 9. Maria Grazia Roberti 10. Pierangela Baronchelli | 25     |
| 2     | Schottland | 2. Tracey Brindley 16. Sula Young 20. Angela Mudge                     | 38     |
| 3     | Tschechien | 3. Anna Pichrtová 19. Pavla Matyášová 26. Iva Milesová                 | 48     |

Länge der Strecke: 9,1 km

An- und Abstieg der Strecke: 620 m

Teilnehmerzahl: 15 Gruppen

## Junior
Alle Sportler, die am 31. Dezember 2005 zwischen 16 und 19 Jahre alt waren, waren zur Teilnahme an den Junior-Wettkämpfen berechtigt.

### Männer

#### Einzelwertung
| Platz | Sportler           | Zeit      |
| ----- | ------------------ | --------- |
| 1     | Vedat Günen        | 36:48 min |
| 2     | Juan Carlos Carera | 37:20 min |
| 3     | Martin Dematteis   | 37:28 min |

Länge der Strecke: 9,1 km

An- und Abstieg der Strecke: 620 m

Teilnehmerzahl: 50 Läufer

#### Gruppenwertung
| Platz | Land       | Relevante Sportler                                                    | Punkte |
| ----- | ---------- | --------------------------------------------------------------------- | ------ |
| 1     | Türkei     | 01. Vedat Günen 04. Ahmet Arslan 07. Fahri Tunçtan                    | 12     |
| 2     | Italien    | 03. Martin Dematteis 05. Bernard Dematteis 08. Diego Scaffidi Ingiona | 16     |
| 3     | Tschechien | 06. Jan Hamr 14. David Rosenberg 21. Martin Zapalač                   | 41     |

Länge der Strecke: 9,1 km

An- und Abstieg der Strecke: 620 m

Teilnehmerzahl: 12 Gruppen

### Frauen

#### Einzelwertung
| Platz | Sportlerin        | Zeit      |
| ----- | ----------------- | --------- |
| 1     | Julia Motschalowa | 21:50 min |
| 2     | Mateja Kosovelj   | 22:00 min |
| 3     | Hülya Ongun       | 22:46 min |

Länge der Strecke: 4,7 km

An- und Abstieg der Strecke: 310 m

Teilnehmerzahl: 30 Läuferinnen

#### Gruppenwertung
| Platz | Land      | Relevante Sportlerinnen                   | Punkte |
| ----- | --------- | ----------------------------------------- | ------ |
| 1     | Slowenien | 02. Mateja Kosovelj 04. Lucija Krkoč      | 6      |
| 2     | Russland  | 01. Julia Motschalowa 11. Natalja Nemkina | 12     |
| 3     | Türkei    | 03. Hülya Ongun 10. Narin Sağlam          | 13     |

Länge der Strecke: 4,7 km

An- und Abstieg der Strecke: 310 m

Teilnehmerzahl: 9 Gruppen

## Medaillenspiegel
| Platz | Land       | Gold | Silber | Bronze | Gesamt |
| ----- | ---------- | ---- | ------ | ------ | ------ |
| 1     | Italien    | 2    | 2      | 2      | 6      |
| 2     | Neuseeland | 2    | 1      | –      | 3      |
| 3     | Türkei     | 2    | –      | 2      | 4      |
| 4     | Russland   | 1    | 1      | –      | 2      |
|       | Slowenien  | 1    | 1      | –      | 2      |
| 6     | Schottland | –    | 2      | –      | 2      |
| 7     | Mexiko     | –    | 1      | –      | 1      |
| 8     | Tschechien | –    | –      | 3      | 3      |
| 9     | Frankreich | –    | –      | 1      | 1      |